# Puente del Alamillo
Die Puente del Alamillo (dt. Alamillobrücke) ist eine Schrägseilbrücke über den Guadalquivir in Sevilla in Spanien. Sie wurde zur Expo 1992 von Santiago Calatrava entworfen und war die erste Schrägseilbrücke der Welt, die keine Rückverankerung besitzt.

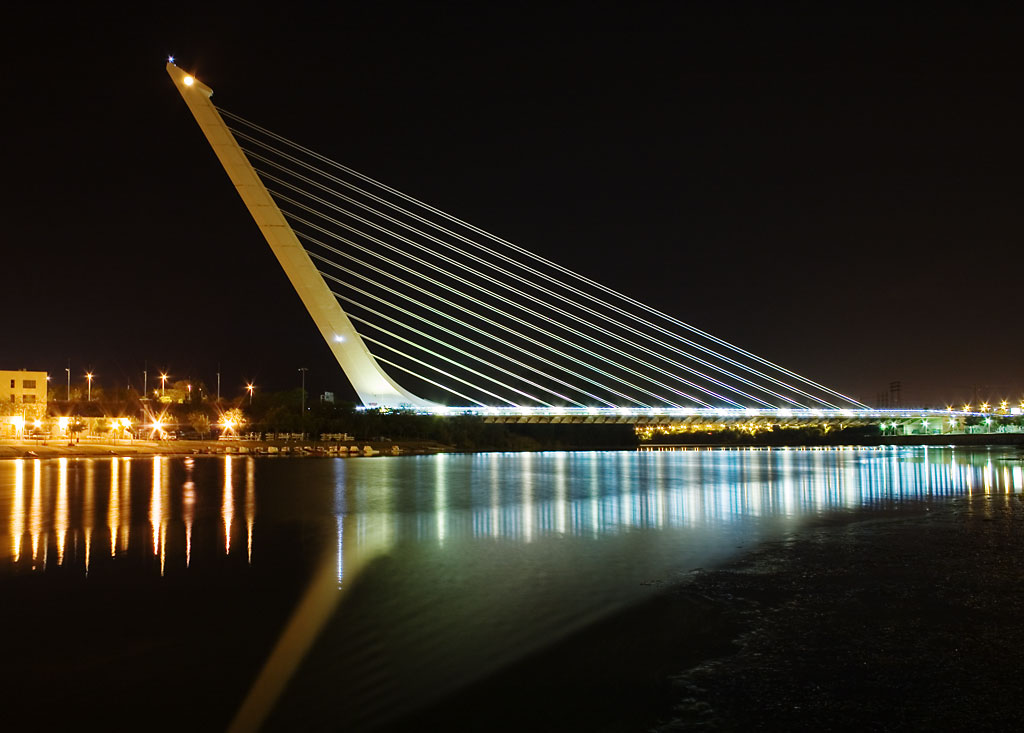
Puente del Alamillo bei Nacht

Das Bauwerk ist eine Harfenbrücke. Die Fahrbahn wird von 26 Stahlseilen getragen, die
an einem schrägen Pylon befestigt sind. Der Pylon hat eine Höhe von 142 Meter und ist um 58 Grad geneigt, der Brückenseite abgewandt. Die Länge der Brücke beträgt 250 Meter, die Hauptstützweite 200 Meter.
Ursprünglich war die Puente del Alamillo als Doppelbrücke geplant. Aus Geldmangel und wegen der sehr teuren Konstruktion wurde jedoch nur eine Brücke gebaut.